# Liolaemus pleopholis
Liolaemus pleopholis är en ödleart som beskrevs av  Laurent 1998. Liolaemus pleopholis ingår i släktet Liolaemus och familjen Tropiduridae. IUCN kategoriserar arten globalt som otillräckligt studerad. Inga underarter finns listade i Catalogue of Life.